# Schelte John Bus
Schelte John „Bobby“ Bus (* 1956) ist ein US-amerikanischer Astronom, der hauptsächlich Asteroiden und Kometen erforscht.
Er arbeitet für die University of Hawaii als Forscher sowie als Assistent (support astronomer) am Infrarot-Teleskop der NASA (IRTF) am Mauna-Kea-Observatorium.
Bus hat über tausend Asteroiden entdeckt (einige zusammen mit Eleanor Helin) sowie einen Kometen (87P/Bus). Der Asteroid (3254) Bus (1982 von Edward L. G. Bowell entdeckt) ist nach ihm benannt.